# Kyburgiade

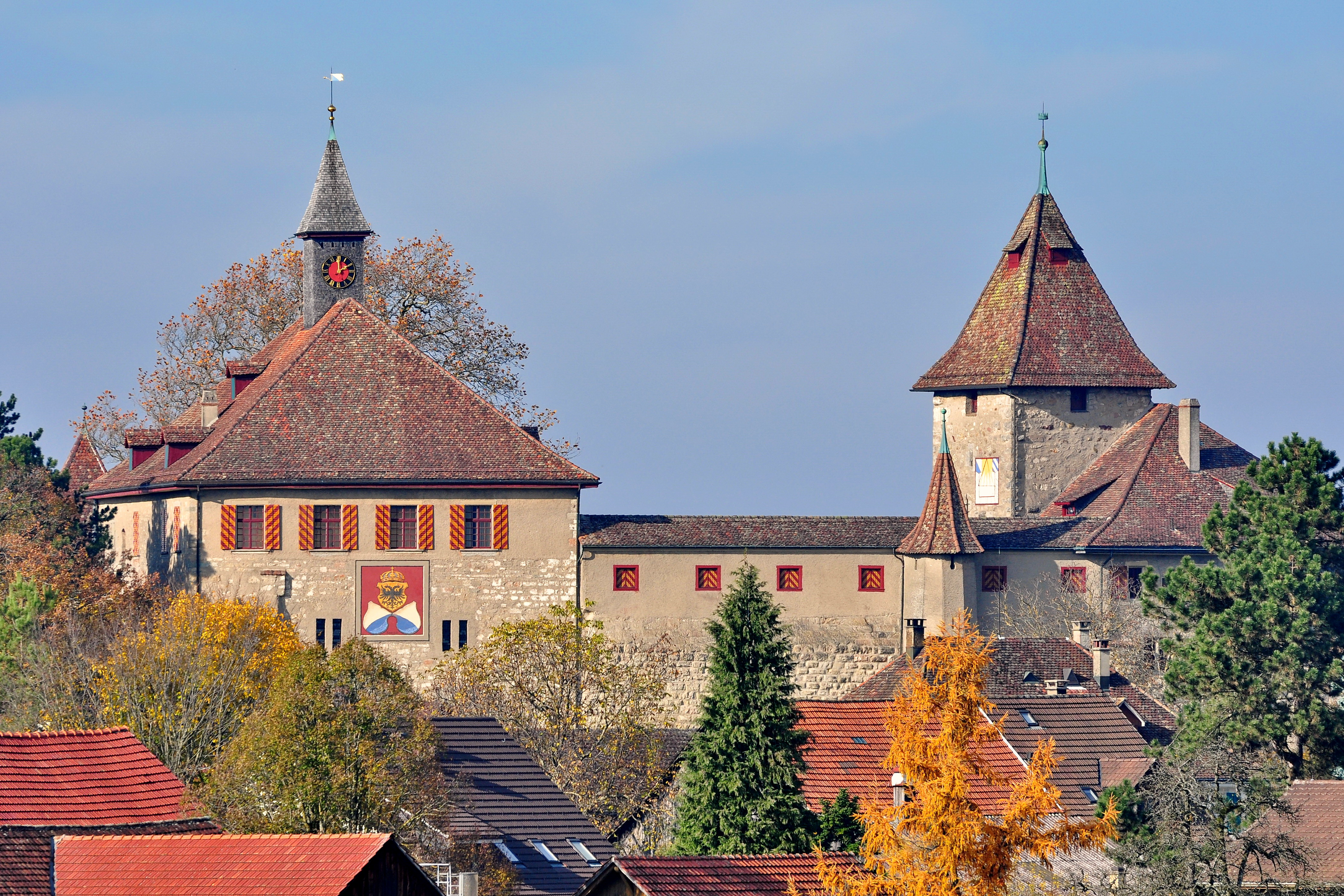
Das Schloss Kyburg

Die Kyburgiade ist ein Kammermusikfestival, das jeden Sommer im Innenhof der Kyburg in Illnau-Effretikon stattfindet. Bei Schlechtwetter wird in Winterthur im Stadthaus gespielt.

## Geschichte
Gegründet wurde das Festival 1992 von den drei Geschwistern Stephan Goerner (Cellist beim Carmina Quartett), Adrian Goerner und Ruth Zenger, die erste Ausgabe fand am 6. August 1992 statt. Radio DRS 2 strahlte Konzerte des Festivals aus und verhalf diesem damit zu mehr Bekanntheit. 1999 wurde dem Festival der Kulturpreis der Stadt Winterthur verliehen. Als 2009 sich die ZKB als Hauptsponsorin des Festivals zurückzog, war das Fortbestehen des Festivals zunächst gefährdet, konnte jedoch dank neuer Sponsoren und einer Budgetkürzung um einen Fünftel gesichert werden. 2016 besuchten 3'250 Besucher das 25-jährige Jubiläum des Festivals.
Langjähriger Künstlerischer Leiter des Festivals war Stephan Goerner, der das Festival mitgegründet hat und sich bis 2017 für das musikalische Programm verantwortlich zeigte. Als Goerner aus gesundheitlichen Gründen von dieser Funktion zurücktreten musste, übernahm Markus Schirmer diese Funktion für die Ausgabe 2018, gab dieses Amt jedoch im Herbst desselben Jahres wieder ab. Für die Ausgabe 2019 übernahmen dann die Cousins Stefanie und Dario Hauri die Leitung des Festivals. Diese verkleinerten die Kyburgiade 2019 von fünf auf neu drei Tage.
Zuletzt wurden die Ausgaben 2020 und 2021 der Kyburgiade abgesagt.
Seit 2009 gibt es in Anlehnung an die Veranstaltung auf der Kyburg auf Schloss Lenzburg eine «Lenzburgiade».

## Künstler
Aufgetreten sind Musiker und Ensembles wie das Hagen Quartett, Heinrich Schiff, Paul Meyer, Sabine Meyer, Wolfgang Meyer, Vogler-Quartett, Carmina Quartett, Olaf Bär, Europa Galante, Maurice Steger, Teo Gheorghiu, Ensemble Kapsberger, Rolf Lislevand, Ensemble L' Arpeggiata, Christina Pluhar, Il Giardino Armonico,  Nuria Rial, das Minetti Quartett, Benjamin Schmid, Patrick Demenga, Josef Gilgenreiner oder Wolfram Berger.

## Verkehr
Es verkehren Gratis-Shuttlebusse von Stadtbus Winterthur vom Winterthurer Hauptbahnhof direkt nach Kyburg. Für den Individualverkehr stehen in einer Fussdistanz von 15–20 Minuten Parkplätze ausserhalb des Dorfes Kyburg zur Verfügung.